# شهینان
شهینان، روستایی از توابع بخش نمشیر شهرستان بانه در استان کردستان ایران است.

## جمعیت
این روستا در دهستان نمه شیر قرار دارد و براساس سرشماری مرکز آمار ایران در سال ۱۳۸۵، جمعیت آن ۱۵۲ نفر (۲۴خانوار) بوده‌است.
این روستا در 24کیلومتری شهر بانه قرار دارد زیرا یکی از روستا های مرزی بانه است.